# Paris Football Club 2024-2025 (femminile)
Questa voce raccoglie le informazioni riguardanti la squadra femminile del Paris Football Club nelle competizioni ufficiali della stagione 2024-2025.

## Stagione
La stagione del Paris FC inizia con l'annuncio da parte della Federcalcio francese che l'edizione 2024 del Trophée des Championnes, che avrebbe dovuto fronteggiare la squadra parigina con le storiche rivali dell'Olympique Lione non verrà disputata.

## Divise e sponsor
La grafica adottata dalle divise è la stessa del Paris FC maschile. Main sponsor è il consorzio di imprese Bahrain Victorious, quello tecnico, fornitore delle tenute da gioco, Adidas.
| Casa | Trasferta |

## Organigramma societario
Come da sito ufficiale, aggiornati al 20 ottobre 2024.
Area tecnica
- Allenatore: Sandrine Soubeyrand
- Allenatore in seconda: Kévin Boquet
- Preparatore atletico: Paul Bertandeau
- Preparatore dei portieri: Axel Alberghi
- Analista video: Alexandre Komorowski

## Rosa
Rosa, ruoli e numeri di maglia come da sito ufficiale, integrati dal sito footofemenin.fr.
| N. |                      | Ruolo | Calciatrice        |
| -- | -------------------- | ----- | ------------------ |
| 1  | Francia (bandiera)   | P     | Inès Marques       |
| 2  | Francia (bandiera)   | D     | Céline Ould Hocine |
| 3  | Francia (bandiera)   | D     | Lou Bogaert        |
| 4  | Slovenia (bandiera)  | C     | Kaja Korošec       |
| 5  | Australia (bandiera) | C     | Sarah Hunter       |
| 8  | Francia (bandiera)   | C     | Daphné Corboz      |
| 9  | Francia (bandiera)   | A     | Mathilde Bourdieu  |
| 10 | Francia (bandiera)   | A     | Clara Matéo        |
| 11 | Francia (bandiera)   | A     | Julie Dufour       |
| 15 | Francia (bandiera)   | C     | Margaux Le Mouël   |
| 16 | Nigeria (bandiera)   | P     | Chiamaka Nnadozie  |
| 17 | Francia (bandiera)   | C     | Gaëtane Thiney     |
| 18 | Francia (bandiera)   | D     | Melween N'Dongala  |
| 19 | Francia (bandiera)   | D     | Théa Greboval      |
| 20 | Francia (bandiera)   | A     | Louna Ribadeira    |
| 21 | Francia (bandiera)   | C     | Maëlle Garbino     |
| 22 | Francia (bandiera)   | A     | Kessya Bussy       |
| 23 | Francia (bandiera)   | D     | Teninsoun Sissoko  |
| 26 | Francia (bandiera)   | D     | Fiona Liaigre      |

| N. |                        | Ruolo | Calciatrice             |
| -- | ---------------------- | ----- | ----------------------- |
| 29 | Stati Uniti (bandiera) | D     | Deja Davis              |
| 30 | Francia (bandiera)     | P     | Alizée Flagellat        |
| 31 | Francia (bandiera)     | C     | Kenza Roche Dufour      |
| 32 | Francia (bandiera)     | C     | Lisa Brochet            |
| 33 | Francia (bandiera)     | D     | Manon Germinal          |
| 34 | Francia (bandiera)     | D     | Yamé Pertzing           |
| 35 | Francia (bandiera)     | D     | Jenna Bachene           |
| 36 | Francia (bandiera)     | A     | Ely Guppillotte Bulver  |
| 37 | Francia (bandiera)     | C     | Sabrina Amessis         |
| 38 | Marocco (bandiera)     | C     | Awatif El Ghazouani     |
| 39 | Francia (bandiera)     | A     | Ysoé Mustière           |
| 40 | Francia (bandiera)     | P     | Louise Demarest Pouplet |
| 41 | Francia (bandiera)     | A     | Naomie Moutombi         |
| 42 | Francia (bandiera)     | C     | Sergyna Loubli          |
| 43 | Francia (bandiera)     | D     | Lana Boudine Faerber    |
| 44 | Francia (bandiera)     | C     | Dayna Bensefia          |
| 45 | Francia (bandiera)     | D     | Elsa Boullonnois        |
| 46 | Francia (bandiera)     | C     | Loane Girard            |

## Calciomercato

### Sessione estiva
| Acquisti | Acquisti        | Acquisti            | Acquisti    |
| R.       | Nome            | da                  | Modalità    |
| -------- | --------------- | ------------------- | ----------- |
| D        | Deja Davis      | Le Havre            |             |
| D        | Fiona Liaigre   | Bordeaux            |             |
| D        | Marie Mulot     | Paris Saint-Germain |             |
| C        | Maëlle Garbino  | Juventus            | [ 4 ] [ 5 ] |
| A        | Louna Ribadeira | Chelsea             | in prestito |

| Cessioni | Cessioni           | Cessioni | Cessioni      |
| R.       | Nome               | a        | Modalità      |
| -------- | ------------------ | -------- | ------------- |
| D        | Julie Soyer        |          | ritirata      |
| C        | Nermyne Ben Khaled | Fleury   | [ 9 ]         |
| C        | Kadidia Traoré     | Sassuolo | [ 10 ]        |
| A        | Louise Fleury      | Nantes   | [ 11 ] [ 12 ] |
| A        | Louna Ribadeira    | Chelsea  | [ 6 ] [ 7 ]   |

### Sessione invernale
| Acquisti | Acquisti | Acquisti | Acquisti |
| R.       | Nome     | da       | Modalità |
| -------- | -------- | -------- | -------- |
|          |          |          |          |

| Cessioni | Cessioni        | Cessioni   | Cessioni      |
| R.       | Nome            | a          | Modalità      |
| -------- | --------------- | ---------- | ------------- |
| A        | Julie Dufour    | Angel City | [ 13 ] [ 14 ] |
| A        | Louna Ribadeira | Chelsea    | fine prestito |

## Risultati

### Première Ligue

#### Prima fase

##### Girone di andata
| Arbitro: | Rochebilière |

|  |           |                                                     |
|  | Marcatori | 7’, 11’ Matéo 16’ Bussy 20’, 71’ Garbino 43’ Thiney |

| Arbitro: | Vanderstichel |

|                                                               |           |  |
| Dufour 18’, 67’ Matéo 26’, 45’, 45+2’, 62’ Garbino 32’, 45+4’ | Marcatori |  |

| Arbitro: | Collin |

|              |           |  |
| Caputo 90+2’ | Marcatori |  |

| Arbitro: | El Bour |

|                                |           |                       |
| Dufour 24’ Thiney 4’ Bussy 89’ | Marcatori | 67’ Gomes 90+1’ Calba |

| Parigi 20 ottobre 2024, ore 15:00 CEST 5ª giornata | Paris FC      | 0 – 0 referto | Olympique Lione | Stadio Sébastien Charléty (5 626 spett.)\| Arbitro: \| Vanderstichel \| |
| Arbitro:                                           | Vanderstichel |               |                 |                                                                         |

| Nantes 2 novembre 2024, ore 17:00 CET 6ª giornata | Nantes  | 0 – 0 referto | Paris FC | Stadio Marcel Saupin (1 700 spett.)\| Arbitro: \| El Bour \| |
| Arbitro:                                          | El Bour |               |          |                                                              |

| Arbitro: | Rochebilière |

|                                         |           |                  |
| Garbino 11’ Bussy 32’ Dufour 88’, 90+5’ | Marcatori | 26’, 80’ Onumonu |

| Arbitro: | Fournier |

|              |           |                                             |
| Hoeltzel 42’ | Marcatori | 11’ Thiney 34’ Matéo 39’ Korošec 86’ Dufour |

| Arbitro: | Collin |

|           |           |                                  |
| Louis 83’ | Marcatori | 55’, 24’, 42’ Matéo 89’ Bourdieu |

| Arbitro: | Rochebilière |

|           |           |              |
| Matéo 87’ | Marcatori | 58’ Echegini |

| Arbitro: | Kocher |

|                                        |           |  |
| Bussy 14’ Matéo 16’, 73’ Ribadeira 90’ | Marcatori |  |

##### Girone di ritorno
| Arbitro: | El Bour |

|  |           |                         |
|  | Marcatori | 14’ Thiney 80’ Bourdieu |

| Arbitro: | Daupeux |

|                                                                   |           |  |
| Bussy 28’, 44’, 45+1’ Kazadi 51’ (aut.) Bourdieu 62’ Gréboval 73’ | Marcatori |  |

| Arbitro: | Fournier |

|  |           |                            |
|  | Marcatori | 19’, 45+1’ Matéo 62’ Bussy |

| Arbitro: | Collin |

|                                         |           |  |
| Garbino 48’, 54’ Bourdieu 72’ Bussy 76’ | Marcatori |  |

| Parigi 1º marzo 2025, ore 17:00 CET 16ª giornata | Paris FC | 0 – 0 referto | Nantes | Stadio Sébastien Charléty (1 370 spett.)\| Arbitro: \| Beyer \| |
| Arbitro:                                         | Beyer    |               |        |                                                                 |

| Poissy 15 marzo 2025, ore 21:00 CET 17ª giornata | Paris Saint-Germain | 0 – 0 referto | Paris FC | Campus PSG - Training Center n°5 |

| Arbitro: | Daupeux |

|                                   |           |           |
| Thiney 47’ Bussy 53’ Bourdieu 74’ | Marcatori | 5’ Azzaro |

| Arbitro: | Fournier |

|                          |           |  |
| Rastocle 53’ Khelifi 86’ | Marcatori |  |

| Arbitro: | Rochebilière |

|                        |           |                          |
| Egurrola 15’ Majri 75’ | Marcatori | 46’ Matéo 90+2’ Bourdieu |

| Arbitro: | Beyer |

|                                      |           |  |
| Matéo 41’, 72’ Korošec 45’ Bussy 65’ | Marcatori |  |

| Arbitro: | El Bour |

|                                                                        |           |  |
| Terchoun 12’, 71’ Lavaud 22’ Jedlińska 38’ Declercq 45+2’ Picard 90+1’ | Marcatori |  |

#### Play-off per il titolo
| Arbitro: | Beyer |

|                                        |           |  |
| Leuchter 1’ Karchaoui 55’ Albert 90+1’ | Marcatori |  |

### Coppa di Francia
| Arbitro: | Tanguy |

|  |           |                                                         |
|  | Marcatori | 10’ Thiney 30’ Bussy 34’ Davis 82’ Bourdieu 86’ Liaigre |

| Arbitro: | Kocher |

|  |           |                                                                              |
|  | Marcatori | 9’ Garbino 16’ Davis 18’ Corboz 38’ (aut.) Hamoniaux 40’ Thiney 70’ Le Mouël |

| Arbitro: | Daupeux |

|                            |           |  |
| Thiney 8’ (rig.) Matéo 31’ | Marcatori |  |

| Arbitro: | Rochebilière |

|          |           |                      |
| Roth 85’ | Marcatori | 14’ Bussy 33’ Thiney |

| Arbitro: | Gerbel |

|                                               |                      |                                                  |
| Greboval Matéo Korošec Bussy Le Mouël Sissoko | Tiri di rigore 5 – 4 | Leuchter Katoto Karchaoui Albert Mbock Le Guilly |

### UEFA Women's Champions League

#### Qualificazioni
| Arbitro: | Guteva |

|                                                                              |           |  |
| Bourdieu 5’, 40’, 55’ Dufour 44’, 46’ Thiney 52’ Bussy 87’, 90+3’ Corboz 90’ | Marcatori |  |

| Arbitro: | Anex |

|                       |           |  |
| Matéo 36’ Korošec 85’ | Marcatori |  |

| Arbitro: | Bastos |

|  |           |                                                |
|  | Marcatori | 36’ Miedema 38’, 58’ Park 49’ Fowler 79’ Kelly |

| Arbitro: | Augustyn |

|                               |           |  |
| Kelly 2’ Shaw 31’, 65’ (rig.) | Marcatori |  |

## Statistiche

### Statistiche di squadra
| Competizione              | Punti | In casa | In casa | In casa | In casa | In casa | In casa | In trasferta | In trasferta | In trasferta | In trasferta | In trasferta | In trasferta | Totale | Totale | Totale | Totale | Totale | Totale | DR  |
| Competizione              | Punti | G       | V       | N       | P       | Gf      | Gs      | G            | V            | N            | P            | Gf           | Gs           | G      | V      | N      | P      | Gf     | Gs     | DR  |
| ------------------------- | ----- | ------- | ------- | ------- | ------- | ------- | ------- | ------------ | ------------ | ------------ | ------------ | ------------ | ------------ | ------ | ------ | ------ | ------ | ------ | ------ | --- |
| Première Ligue            | 45    | 11      | 8       | 3       | 0       | 37      | 6       | 11           | 5            | 3            | 3            | 21           | 13           | 22     | 13     | 6      | 3      | 58     | 19     | +45 |
| Première Ligue - Play-off | -     | -       | -       | -       | -       | -       | -       | 1            | 0            | 0            | 1            | 0            | 3            | 1      | 0      | 0      | 1      | 0      | 3      | -3  |
| Coppa di Francia          | -     | 2       | 1       | 1       | 0       | 2       | 0       | 3            | 3            | 0            | 0            | 12           | 1            | 5      | 4      | 1      | 0      | 14     | 1      | +13 |
| Champions League          | -     | 3       | 2       | 0       | 1       | 11      | 5       | 1            | 0            | 0            | 1            | 0            | 3            | 4      | 2      | 0      | 2      | 11     | 8      | +3  |
| Totale                    | -     | 16      | 11      | 4       | 1       | 50      | 11      | 16           | 8            | 3            | 5            | 33           | 20           | 32     | 19     | 7      | 6      | 83     | 31     | +52 |

### Andamento in campionato
| Giornata  | 1 | 2 | 3 | 4 | 5 | 6 | 7 | 8 | 9 | 10 | 11 | 12 | 13 | 14 | 15 | 16 | 17 | 18 | 19 | 20 | 21 | 22 | 23 |
| --------- | - | - | - | - | - | - | - | - | - | -- | -- | -- | -- | -- | -- | -- | -- | -- | -- | -- | -- | -- | -- |
| Luogo     | T | C | T | C | C | T | C | T | T | C  | C  | T  | C  | T  | C  | C  | T  | C  | T  | T  | C  | T  | T  |
| Risultato | V | V | P | V | N | N | V | V | V | N  | V  | V  | V  | V  | V  | N  | N  | V  | P  | N  | V  | P  | P  |
| Posizione | 1 | 1 | 4 | 4 | 3 | 3 | 3 | 3 | 3 | 3  | 3  | 3  | 2  | 2  | 2  | 3  | 3  | 3  | 3  | 3  | 3  | 3  | SF |

Legenda:

Luogo: C = Casa; T = Trasferta. Risultato: V = Vittoria; N = Pareggio; P = Sconfitta.

### Statistiche delle giocatrici
| Giocatore             | Première Ligue | Première Ligue | Première Ligue | Première Ligue | Coppa di Francia | Coppa di Francia | Coppa di Francia | Coppa di Francia | Champions League | Champions League | Champions League | Champions League | Totale   | Totale | Totale      | Totale     |
| Giocatore             | Presenze       | Reti           | Ammonizioni    | Espulsioni     | Presenze         | Reti             | Ammonizioni      | Espulsioni       | Presenze         | Reti             | Ammonizioni      | Espulsioni       | Presenze | Reti   | Ammonizioni | Espulsioni |
| --------------------- | -------------- | -------------- | -------------- | -------------- | ---------------- | ---------------- | ---------------- | ---------------- | ---------------- | ---------------- | ---------------- | ---------------- | -------- | ------ | ----------- | ---------- |
| S. Amessis            | 1              | 0              | 0              | 0              | 1                | 0                | 0                | 0                | -                | -                | -                | -                | 2        | 0      | 0           | 0          |
| J. Bachene            | 1              | 0              | 0              | 0              | -                | -                | -                | -                | -                | -                | -                | -                | 1        | 0      | 0           | 0          |
| L. Bogaert            | 20+1           | 0              | 3              | 0              | 5                | 0                | 0                | 0                | 4                | 0                | 0                | 0                | 30       | 0      | 3           | 0          |
| L. Boudine Faerber    | 2              | 0              | 0              | 0              | -                | -                | -                | -                | -                | -                | -                | -                | 2        | 0      | 0           | 0          |
| M. Bourdieu           | 17             | 6              | 0              | 0              | 3                | 1                | 1                | 0                | 4                | 3                | 1                | 0                | 24       | 10     | 2           | 0          |
| K. Bussy              | 21+1           | 11             | 0              | 0              | 5                | 2                | 0                | 0                | 4                | 2                | 0                | 0                | 31       | 15     | 0           | 0          |
| D. Corboz             | 21+1           | 0              | 1              | 0              | 5                | 1                | 1                | 0                | 4                | 1                | 0                | 0                | 31       | 2      | 2           | 0          |
| D. Davis              | 18+1           | 0              | 0              | 0              | 5                | 2                | 0                | 0                | 4                | 0                | 0                | 0                | 28       | 2      | 0           | 0          |
| L. Demarest Pouplet   | 0              | 0              | 0              | 0              | -                | -                | -                | -                | -                | -                | -                | -                | 0        | 0      | 0           | 0          |
| N. Dosso              | 1              | 0              | 0              | 0              | 1                | 0                | 0                | 0                | -                | -                | -                | -                | 2        | 0      | 0           | 0          |
| J. Dufour             | 11             | 6              | 0              | 0              | 1                | 0                | 0                | 0                | 4                | 2                | 0                | 0                | 16       | 8      | 0           | 0          |
| A. El Ghazouani       | 1              | 0              | 0              | 0              | -                | -                | -                | -                | -                | -                | -                | -                | 1        | 0      | 0           | 0          |
| A. Flagellat          | 0              | 0              | 0              | 0              | -                | -                | -                | -                | 0                | 0                | 0                | 0                | 0        | 0      | 0           | 0          |
| M. Garbino            | 20+1           | 7              | 0              | 0              | 5                | 1                | 0                | 0                | 4                | 0                | 0                | 0                | 30       | 8      | 0           | 0          |
| M. Germinal           | 1              | 0              | 0              | 0              | 0                | 0                | 0                | 0                | -                | -                | -                | -                | 1        | 0      | 0           | 0          |
| L. Girard             | 1              | 0              | 0              | 0              | -                | -                | -                | -                | -                | -                | -                | -                | 1        | 0      | 0           | 0          |
| T. Greboval           | 16+1           | 1              | 2              | 0              | 4                | 0                | 0                | 0                | 3                | 0                | 2                | 0                | 24       | 1      | 4           | 0          |
| E. Guppillotte Bulver | 1              | 0              | 0              | 0              | -                | -                | -                | -                | -                | -                | -                | -                | 1        | 0      | 0           | 0          |
| S. Hunter             | 10             | 0              | 0              | 0              | 0                | 0                | 0                | 0                | 3                | 0                | 0                | 0                | 13       | 0      | 0           | 0          |
| K. Korošec            | 20+1           | 2              | 1              | 0              | 4                | 0                | 0                | 0                | 4                | 1                | 0                | 0                | 29       | 3      | 1           | 0          |
| M. Le Mouël           | 21+1           | 0              | 0              | 0              | 5                | 1                | 0                | 0                | 4                | 0                | 0                | 0                | 31       | 1      | 0           | 0          |
| F. Liaigre            | 8              | 0              | 2              | 0              | 3                | 1                | 0                | 0                | 0                | 0                | 0                | 0                | 11       | 1      | 2           | 0          |
| S. Loubli             | 1              | 0              | 0              | 0              | -                | -                | -                | -                | -                | -                | -                | -                | 1        | 0      | 0           | 0          |
| I. Marques            | 5              | -8             | 0              | 0              | 2                | 0                | 0                | 0                | 0                | 0                | 0                | 0                | 7        | -8     | 0           | 0          |
| C. Matéo              | 19+1           | 18             | 1              | 0              | 5                | 1                | 1                | 0                | 4                | 1                | 0                | 0                | 29       | 20     | 2           | 0          |
| N. Moutombi           | 2              | 0              | 0              | 0              | -                | -                | -                | -                | -                | -                | -                | -                | 2        | 0      | 0           | 0          |
| M. Mulot              | 1              | 0              | 0              | 0              | -                | -                | -                | -                | 0                | 0                | 0                | 0                | 1        | 0      | 0           | 0          |
| Y. Mustière           | 1              | 0              | 0              | 0              | -                | -                | -                | -                | -                | -                | -                | -                | 1        | 0      | 0           | 0          |
| M. N'Dongala          | 17+1           | 0              | 3              | 0              | 5                | 0                | 0                | 0                | 3                | 0                | 0                | 0                | 26       | 0      | 3           | 0          |
| C. Nnadozie           | 18+1           | -14            | 0              | 0              | 3                | -1               | 0                | 0                | 4                | -8               | 1                | 0                | 26       | -23    | 1           | 0          |
| C. Ould Hocine        | 19+1           | 0              | 1              | 0              | 4                | 0                | 0                | 0                | 4                | 0                | 0                | 0                | 28       | 0      | 1           | 0          |
| Y. Pertzing           | 1              | 0              | 0              | 0              | -                | -                | -                | -                | -                | -                | -                | -                | 1        | 0      | 0           | 0          |
| L. Ribadeira          | 2              | 1              | 0              | 0              | -                | -                | -                | -                | -                | -                | -                | -                | 2        | 1      | 0           | 0          |
| K. Roche Dufour       | 7+1            | 0              | 0              | 0              | 1                | 0                | 0                | 0                | 0                | 0                | 0                | 0                | 9        | 0      | 0           | 0          |
| O. Sidibé             | 0              | 0              | 0              | 0              | -                | -                | -                | -                | -                | -                | -                | -                | 0        | 0      | 0           | 0          |
| T. Sissoko            | 13+1           | 0              | 1              | 0              | 4                | 0                | 0                | 0                | 3                | 0                | 0                | 0                | 21       | 0      | 1           | 0          |
| G. Thiney             | 21+1           | 5              | 1              | 0              | 5                | 4                | 0                | 0                | 4                | 1                | 1                | 0                | 31       | 10     | 2           | 0          |